# Conrad Meyer (pittore)
Conrad Meyer (Zurigo, 1618 – Zurigo, 1689) è stato un pittore e incisore svizzero.

## Biografia
Il fratello Rodolfo gli fornì i primi rudimenti artistici e Conrad completò poi la sua formazione a Berna e a Soleure. Durante un viaggio di studio in Germania lavorò nella bottega di Matthäus Merian, di cui subì l'influsso, riscontrabile in una maggior accuratezza tecnica e stilistica.
Sembra che Meyer abbia dipinto solo saltuariamente, dedicandosi quasi esclusivamente alle illustrazioni di libri: tra i principali le Sofferenze di Cristo del 1646 e le Opere della Carità, di cui due copie sono conservate alla Biblioteca di Stato di Zurigo e di Winterthur.
Nel disegno presente al Kunstmuseum di Berna si vede il pittore che dipinge il ritratto del figlio Conrad con la Morte che regge il cavalletto e posa l'altra mano scheletrica sulla sua spalla. Nel volume Kinderspiel (Giochi di bambini), stampato nel 1657 a Zurigo, ventisei incisioni sui giochi infantili illustrano i «poemetto Kinder-spel, composto alcuni decenni prima dal poeta e umorista olandese Jacob Cats».

## Galleria d'immagini

Panorami
Löntschtal (Cantone di Glarus), 1655
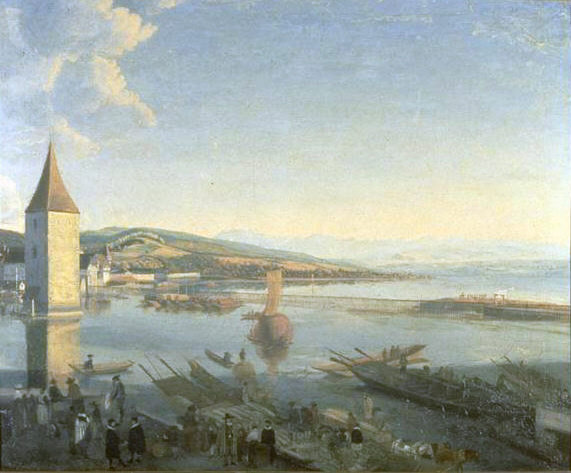
Zurigo in estate, ca. 1661
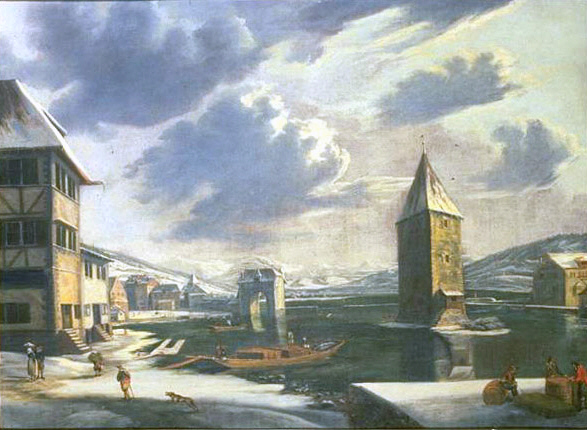
Zurigo in inverno, ca. 1661

Ritratti
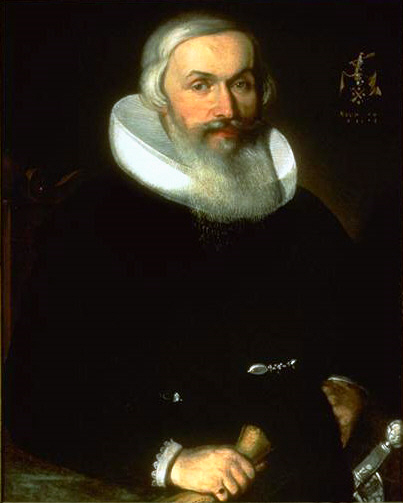
Johann Heinrich Waser, Sindaco di Zurigo 1652-69, 1654
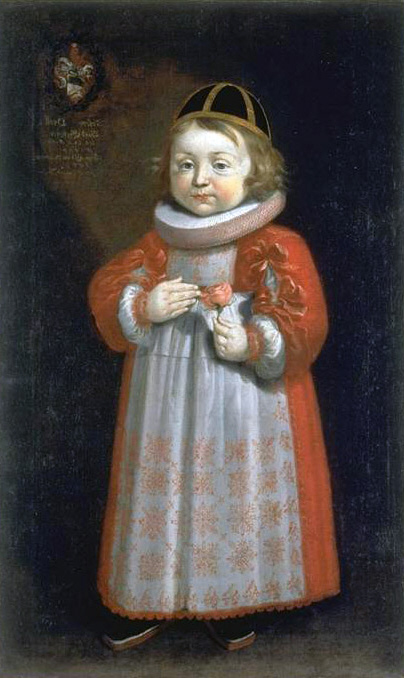
Ritratto di un ragazzo, Joseph von Orelli, 1657
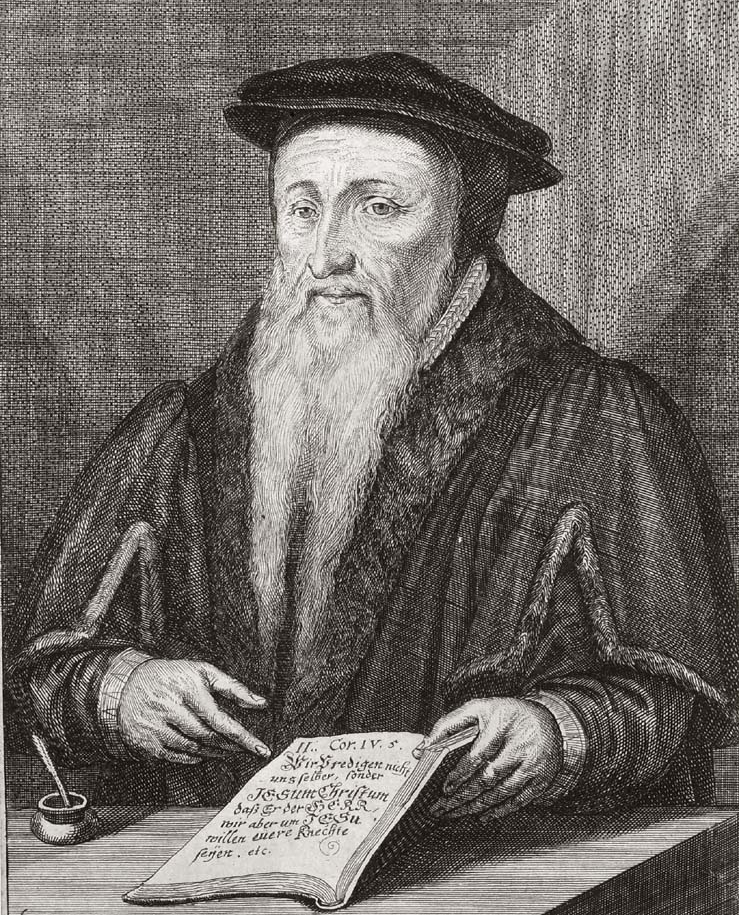
Théodore de Bèze, 1676
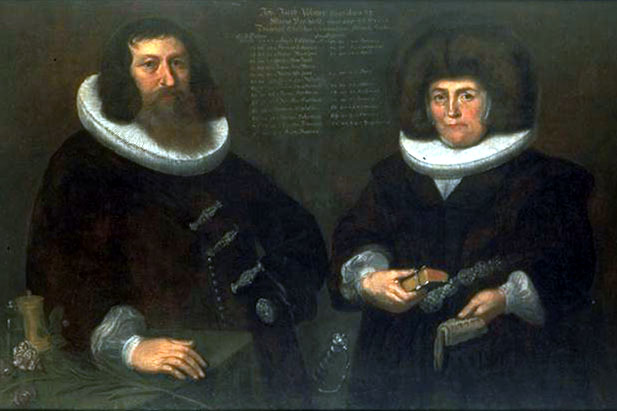
Doppio ritratto del boia Volmar e della moglie, 1677